# Region Ukajali
Region Ukajali – jeden z 25 regionów w Peru. Stolicą jest Pucallpa. Nazwę swą bierze od rzeki Ukajali.
Region zamieszkiwany jest przez różne grupy etniczne Pano, Shipibo-conibo czy Arawak.

## Podział administracyjny regionu
Region Ukajali podzielony jest na cztery prowincje, które obejmują 15 dystrykty.
| Prowincja        | Stolica prowincji | Liczba dystryktów | UBIGEO |
| ---------------- | ----------------- | ----------------- | ------ |
| Coronel Portillo | Pucallpa          | 7                 | 2501   |
| Atalaya          | Atalaya           | 4                 | 2502   |
| Padre Abad       | Aguaytía          | 3                 | 2503   |
| Purús            | Puerto Esperanza  | 1                 | 2504   |